# Campeonato Europeo de Ciclocrós de 2025
El XXIII Campeonato Europeo de Ciclocrós se celebrará en Middelkerke (Bélgica) el 8 y 9 de noviembre de 2025 bajo la organización de la Unión Europea de Ciclismo (UEC) y la Federación Belga de Ciclismo.